# Degeneration
Degeneration er en proces, der er foranlediget af, at udviklingen i vores genetiske stofskifte stopper, hvilket betyder, at vi lever i vores reproduktive alder før degenerationen, hvorefter vi dør langsomt og gradvist. Degeneration omfatter alle de biologiske processer i en levende organismes løbende fremskredne alder (dvs. en kombination af processer på forringelse som følge af udviklingen af en organisme).
| Lægevidenskab | Spire Denne artikel om lægevidenskab er en spire som bør udbygges. Du er velkommen til at hjælpe Wikipedia ved at udvide den. |